# رافائل لوکس
رافائل لوکس (انگلیسی: Raphael Laux؛ زادهٔ ۲۲ آوریل ۱۹۹۱) بازیکن فوتبال اهل آلمان است.
از باشگاه‌هایی که در آن بازی کرده‌است می‌توان به باشگاه فوتبال وهن ویسبادن اشاره کرد.